# Општина Тепехи дел Рио де Окампо (Идалго)
Тепехи дел Рио де Окампо (шп. Tepeji del Río de Ocampo) општина је у Мексику у савезној држави Идалго. Општина се налази на надморској висини од 2134 м.

## Становништво
Према подацима из 2010. у општини је живело 80612 становника.

### Хронологија
| Година       | 2000                  | 2005                  | 2010                  |
| ------------ | --------------------- | --------------------- | --------------------- |
| Становништво | 67858 (33449 / 34409) | 69755 (33947 / 35808) | 80612 (39569 / 41043) |

### Попис
| \| \| м \| \| \| ж \| \| 0—2 \| 2.348 \| \| \| 2.291 \| \| 3—5 \| 2.432 \| \| \| 2.316 \| \| 6—11 \| 4.862 \| \| \| 4.918 \| \| 12—14 \| 2.265 \| \| \| 2.286 \| \| 15—17 \| 2.531 \| \| \| 2.432 \| \| 18—24 \| 5.245 \| \| \| 5.426 \| \| 60+ \| 2.978 \| \| \| 3.137 \| \| Просек : \| 28,4 \| \| \| 29,0 \| |       |  |  |       |
| |       |  |  |       |
| | м     |  |  | ж     |
| 0—2 | 2.348 |  |  | 2.291 |
| 3—5 | 2.432 |  |  | 2.316 |
| 6—11 | 4.862 |  |  | 4.918 |
| 12—14 | 2.265 |  |  | 2.286 |
| 15—17 | 2.531 |  |  | 2.432 |
| 18—24 | 5.245 |  |  | 5.426 |
| 60+ | 2.978 |  |  | 3.137 |
| Просек : | 28,4  |  |  | 29,0  |

| #   | Индикатор                                                                                        | Вредност |
| --- | ------------------------------------------------------------------------------------------------ | -------- |
| 1   | Становништво од 0 до 2 године                                                                    | 4639     |
| 2   | Мушко становништво од 0 до 2 године                                                              | 2348     |
| 3   | Женско становништво од 0 до 2 године                                                             | 2291     |
| 4   | Становништво са 3 и више година                                                                  | 75891    |
| 5   | Мушко становништво са 3 и више година                                                            | 37178    |
| 6   | Женско становништво са 3 и више година                                                           | 38713    |
| 7   | Становништво са 5 и више година                                                                  | 72679    |
| 8   | Мушко становништво са 5 и више година                                                            | 35543    |
| 9   | Женско становништво са 5 и више година                                                           | 37136    |
| 10  | Становништво са 12 и више година                                                                 | 61363    |
| 11  | Мушко становништво са 12 и више година                                                           | 29884    |
| 12  | Женско становништво са 12 и више година                                                          | 31479    |
| 13  | Становништво са 15 и више година                                                                 | 56812    |
| 14  | Мушко становништво са 15 и више година                                                           | 27619    |
| 15  | Женско становништво са 15 и више година                                                          | 29193    |
| 16  | Становништво са 18 и више година                                                                 | 51849    |
| 17  | Мушко становништво са 18 и више година                                                           | 25088    |
| 18  | Женско становништво са 18 и више година                                                          | 26761    |
| 19  | Становништво од 3 до 5 година                                                                    | 4748     |
| 20  | Мушко становништво од 3 до 5 година                                                              | 2432     |
| 21  | Женско становништво од 3 до 5 година                                                             | 2316     |
| 22  | Становништво од 6 до 11 година                                                                   | 9780     |
| 23  | Мушко становништво од 6 до 11 година                                                             | 4862     |
| 24  | Женско становништво од 6 до 11 година                                                            | 4918     |
| 25  | Становништво од 8 до 14 година                                                                   | 11094    |
| 26  | Мушко становништво од 8 до 14 година                                                             | 5510     |
| 27  | Женско становништво од 8 до 14 година                                                            | 5584     |
| 28  | Становништво од 12 до 14 година                                                                  | 4551     |
| 29  | Мушко становништво од 12 до 14 година                                                            | 2265     |
| 30  | Женско становништво од 12 до 14 година                                                           | 2286     |
| 31  | Становништво од 15 до 17 година                                                                  | 4963     |
| 32  | Мушко становништво од 15 до 17 година                                                            | 2531     |
| 33  | Женско становништво од 15 до 17 година                                                           | 2432     |
| 34  | Становништво од 18 до 24 године                                                                  | 10671    |
| 35  | Мушко становништво од 18 до 24 године                                                            | 5245     |
| 36  | Женско становништво од 18 до 24 године                                                           | 5426     |
| 37  | Женско становништво од 15 до 49 година                                                           | 23067    |
| 38  | Становништво са 60 и више година                                                                 | 6115     |
| 39  | Мушко становништво са 60 и више година                                                           | 2978     |
| 40  | Женско становништво са 60 и више година                                                          | 3137     |
| 41  | Однос између мушкараца и жена                                                                    | 96.41    |
| 42  | Становништво од нуле до 14 година                                                                | 23718    |
| 43  | Становништво од 15 до 64 године                                                                  | 52720    |
| 44  | Становништво од 65 година и више                                                                 | 4092     |
| 45  | Просечан број деце                                                                               | 2.35     |
| 46  | Становништво рођено у ентитету                                                                   | 62128    |
| 47  | Мушко становништво рођено у ентитету                                                             | 30778    |
| 48  | Женско становништво рођено у ентитету                                                            | 31350    |
| 49  | Становништво рођено у другом ентитету                                                            | 18028    |
| 50  | Мушко становништво рођено у другом ентитету                                                      | 8552     |
| 51  | Женско становништво рођено у другом ентитету                                                     | 9476     |
| 52  | Становништво од 5 година и више резидентно у ентитету у јуну 2005. године                        | 68351    |
| 53  | Мушко становништво старосног доба од 5 година и више, резидентно у ентитету у јуну 2005. године  | 33239    |
| 54  | Женско становништво старосног доба од 5 и више година, резидентно у ентитету у јуну 2005. године | 35112    |
| 55  | Становништво од 5 година и више које је живело у другом ентитету у јуну 2005. године             | 3252     |
| 56  | Мушко становништво старије од 5 година које је живело у другом ентитету у јуну 2005. године      | 1604     |
| 57  | Женско становништво старије од 5 година које је живело у другом ентитету у јуну 2005. године     | 1648     |
| 58  | Становништво од 3 године и више које говори аутохтони језик                                      | 3295     |
| 59  | Мушко становништво старо 3 године и више које говори аутохтони језик                             | 1672     |
| 60  | Женско становништво старо 3 године и више које говори аутохтони језик                            | 1623     |
| 61  | Становништво од 3 године и више које говори аутохтони језик и не говори шпански језик            | 8        |
| 62  | Мушко становништво старо 3 године и више које говори аутохтони језик и не говори шпански         | 2        |
| 63  | Женско становништво старо 3 године и више које говори аутохтони језик и не говори шпански језик  | 6        |
| 64  | Становништво старо 3 године и више које говори аутохтони језик и шпански                         | 3130     |
| 65  | Мушко становништво старо 3 године и више које говори аутохтони језик и шпански                   | 1593     |
| 66  | Женско становништво старо 3 године и више које говори аутохтони језик и шпански                  | 1537     |
| 67  | Становништво од 5 година и више које говори аутохтони језик                                      | 3270     |
| 68  | Становништво од 5 година и више које говори аутохтони језик и не говори шпански језик            | 8        |
| 69  | Становништво од 5 година и више које говори аутохтони језик и говори шпански језик               | 3110     |
| 70  | Становништво у домородачким домаћинствима                                                        | 5693     |
| 71  | Становништво са ограничењима у активностима                                                      | 3145     |
| 72  | Становништво са ограниченим ходањем или кретањем, горе или доле                                  | 1689     |
| 73  | Становници са ограничењима вида, чак и уз кориштење сочива                                       | 926      |
| 74  | Становништво са ограничењима говора, комуникације или конверзације                               | 308      |
| 75  | Становништво са ограниченим слухом                                                               | 456      |
| 76  | Становништво са ограничењима при одевању, купању или јелу                                        | 247      |
| 77  | Становништво са ограничењима у опажању или учењу једноставних ствари                             | 220      |
| 78  | Становништво са менталним ограничењима                                                           | 291      |
| 79  | Становништво без ограничења активности                                                           | 76992    |
| 80  | Становништво од 3 до 5 година које не похађа школу                                               | 2203     |
| 81  | Мушко становништво од 3 до 5 година које не похађа школу                                         | 1122     |
| 82  | Женско становништво од 3 до 5 година које не похађа школу                                        | 1081     |
| 83  | Становништво од 6 до 11 година које не похађа школу                                              | 187      |
| 84  | Мушко становништво од 6 до 11 година које не похађа школу                                        | 100      |
| 85  | Женско становништво од 6 до 11 година које не похађа школу                                       | 87       |
| 86  | Становништво од 12 до 14 година које не похађа школу                                             | 277      |
| 87  | Мушко становништво од 12 до 14 година које не похађа школу                                       | 147      |
| 88  | Женско становништво од 12 до 14 година које не похађа школу                                      | 130      |
| 89  | Становништво од 15 до 17 година похађа школу                                                     | 3190     |
| 90  | Мушко становништво од 15 до 17 година похађа школу                                               | 1594     |
| 91  | Женско становништво између 15 и 17 година живота у школи                                         | 1596     |
| 92  | Становништво од 18 до 24 године похађа школу                                                     | 2223     |
| 93  | Мушко становништво од 18 до 24 године похађа школу                                               | 1074     |
| 94  | Женско становништво од 18 до 24 године похађа школу                                              | 1149     |
| 95  | Становништво од 8 до 14 година које не може да чита и пише                                       | 199      |
| 96  | Мушко становништво старосног доба од 8 до 14 година које не може да чита и пише                  | 127      |
| 97  | Женско становништво старосног доби од 8 до 14 година које не може да чита и пише                 | 72       |
| 98  | Становништво од 15 година и више које је неписмено                                               | 2976     |
| 99  | Мушко становништво од 15 година и више које је неписмено                                         | 1060     |
| 100 | Женско становништво од 15 година и више које је неписмено                                        | 1916     |
| 101 | Становништво старо 15 и више година без школовања                                                | 2721     |
| 102 | Мушко становништво старо 15 и више година без школовања                                          | 1032     |
| 103 | Женско становништво старо 15 и више година без школовања                                         | 1689     |
| 104 | Становништво старосног доба 15 и више година са непотпуним основним образовањем                  | 7175     |
| 105 | Мушко становништво старосног доба од 15 година и више са непотпуном основним образовањем         | 3370     |
| 106 | Женско становништво старосног доба 15 и више година са непотпуном основним образовањем           | 3805     |
| 107 | Становништво старо 15 и више година са комплетним основним образовањем                           | 10592    |
| 108 | Мушко становништво старо 15 година и више са комплетним основним образовањем                     | 5026     |
| 109 | Женско становништво старо 15 и више година са комплетним основним образовањем                    | 5566     |
| 110 | Становништво старосног доба 15 и више година са непотпуним средњим образовањем                   | 2572     |
| 111 | Мушко становништво старосног доба од 15 година и више са непотпуним средњим образовањем          | 1423     |
| 112 | Женско становништво старосног доба од 15 година и више са непотпуним средњим образовањем         | 1149     |
| 113 | Становништво старо 15 и више година са пуним секундарном образовањем                             | 17696    |
| 114 | Мушко становништво старосног доба од 15 година и више са пуним секундарном образовањем           | 9011     |
| 115 | Женско становништво старосног доба од 15 година и више са пуним секундарном образовањем          | 8685     |
| 116 | Становништво старије од 18 година са постосновним образовањем                                    | 14006    |
| 117 | Мушко становништво старије од 18 година са постосновним образовањем                              | 6862     |
| 118 | Женско становништво старије од 18 година са постосновним образовањем                             | 7144     |
| 119 | Просечна оцена школовања                                                                         | 8.22     |
| 120 | Просечан ниво образовања мушке популације                                                        | 8.37     |
| 121 | Просечан ниво образовања женског становништва                                                    | 8.08     |
| 122 | Економски активно становништво                                                                   | 31684    |
| 123 | Економски активна мушка популација                                                               | 22024    |
| 124 | Економски активна женска популација                                                              | 9660     |
| 125 | Становништво које није економски активно                                                         | 29447    |
| 126 | Мушко становништво које није економски активно                                                   | 7710     |
| 127 | Женско становништво које није економски активно                                                  | 21737    |
| 128 | Запослено становништво                                                                           | 29888    |
| 129 | Запослено мушко становништво                                                                     | 20521    |
| 130 | Запослено женско становништво                                                                    | 9367     |
| 131 | Незапослена популација                                                                           | 1796     |
| 132 | Незапослена мушка популација                                                                     | 1503     |
| 133 | Незапослена женска популација                                                                    | 293      |
| 134 | Становништво без права на здравствене услуге                                                     | 22051    |
| 135 | Становништво које има право на здравствене услуге                                                | 58387    |
| 136 | Становништво које има право на ИМСС                                                              | 34652    |
| 137 | Становништво које има право на социјално осигурање                                               | 2218     |
| 138 | Становништво које има право на државно социјално осигурање                                       | 115      |
| 139 | Становништво које има право на опште осигурање или здравствено осигурање за нову генерацију      | 20018    |
| 140 | Становништво које је било једном или није било у браку током 12 година и више                    | 20368    |
| 141 | Венчано или уједињено становништво од 12 година и више                                           | 35499    |
| 142 | Становништво које је било у браку или уједињено 12 година и више                                 | 5402     |
| 143 | Становништво са католичком религијом                                                             | 73330    |
| 144 | Протестанти, еванђелисти и библијски следбеници различити од еванђелиста                         | 4437     |
| 145 | Становништво са другим религијама различитим од претходних                                       | 55       |
| 146 | Становништво без религије                                                                        | 1088     |
| 147 | Укупно пописаних домаћинства                                                                     | 20150    |
| 148 | Пописна домаћинства на челу са мушкарцима                                                        | 16008    |
| 149 | Пописна домаћинства на челу са женама                                                            | 4142     |
| 150 | Становништво у пописним домаћинствима                                                            | 80525    |
| 151 | Становништво у пописним домаћинствима на челу са мушкарцима                                      | 66404    |
| 152 | Становништво у пописним домаћинствима на челу са женама                                          | 14121    |
| 153 | Укупно домаћинстава                                                                              | 24409    |
| 154 | Укупно насељених домаћинстава                                                                    | 20170    |
| 155 | Укупно приватних кућа                                                                            | 24389    |
| 156 | Насељени приватни домови                                                                         | 20150    |
| 157 | Укупно насељених приватних кућа                                                                  | 20169    |
| 158 | Ненасељене приватне куће                                                                         | 2631     |
| 159 | Појединачна домаћинства за привремену употребу                                                   | 1608     |
| 160 | Становници у насељеним приватним кућама                                                          | 80525    |
| 161 | Насељеност станара у приватним становима                                                         | 4        |
| 162 | Просечно становника по соби у приватним насељеним домаћинствима                                  | 1.04     |
| 163 | Појединачна домаћинства са подовима од различитих материјала од земље                            | 19481    |
| 164 | Појединачна домаћинства у приземљу                                                               | 582      |
| 165 | Појединачна домаћинства са једном спаваћом собом                                                 | 6632     |
| 166 | Појединачна домаћинства са две спаваће собе и више                                               | 13448    |
| 167 | Појединачна домаћинства са једним собом                                                          | 1093     |
| 168 | Појединачна домаћинства са две собе                                                              | 3281     |
| 169 | Појединачна домаћинства са 3 собе и више                                                         | 15690    |
| 170 | Појединачна домаћинства која имају електрично светло                                             | 19730    |
| 171 | Појединачна домаћинства која немају електрично светло                                            | 350      |
| 172 | Појединачна домаћинства која имају водоводну воду у стамбеном простору                           | 16003    |
| 173 | Појединачна домаћинства која немају водоводну воду у стамбеном простору                          | 4048     |
| 174 | Појединачна домаћинства која имају тоалет                                                        | 18326    |
| 175 | Појединачна домаћинства која имају канализацију                                                  | 18169    |
| 176 | Појединачна домаћинства која немају канализацију                                                 | 1828     |
| 177 | Појединачна домаћинства која имају електрично светло, довод воде из јавне мреже и канализацију   | 15048    |
| 178 | Појединачна домаћинства без икаквих услова                                                       | 380      |
| 179 | Појединачна домаћинства која имају радио                                                         | 16894    |
| 180 | Појединачна домаћинства која имају телевизор                                                     | 19023    |
| 181 | Појединачна домаћинства која имају фрижидер                                                      | 16110    |
| 182 | Појединачна домаћинства која имају машину за веш                                                 | 11533    |
| 183 | Појединачна домаћинства која имају аутомобил или комби                                           | 7491     |
| 184 | Појединачна домаћинства која имају рачунар                                                       | 3928     |
| 185 | Појединачна домаћинства која имају фиксну телефонску линију                                      | 4149     |
| 186 | Појединачна домаћинства која имају мобилни телефон                                               | 13250    |
| 187 | Појединачна домаћинства која имају приступ интернету                                             | 1712     |